# Épaney
Épaney – miejscowość i gmina we Francji, w regionie Normandia, w departamencie Calvados.
Według danych na rok 1990 gminę zamieszkiwały 352 osoby, a gęstość zaludnienia wynosiła 30 osób/km² (wśród 1815 gmin Dolnej Normandii Épaney plasuje się na 547. miejscu pod względem liczby ludności, natomiast pod względem powierzchni na miejscu 402.).